# Gilbertus Happart
Gilbertus Happart, auch Gillis oder Gilbert (* ? in Goes; † um 1653 auf Taiwan), war ein Missionar der Niederländisch-reformierten Kirche in Niederländisch-Formosa (Südtaiwan). Er ist bekannt für sein Wörterbuch des Favorlang-Dialekts der formosanischen Sprache.

## Leben
Über Happarts Leben ist nur wenig bekannt. Gebürtig aus Goes, studierte er Theologie in Utrecht und Groningen und war seit März 1649 Missionar auf Taiwan.
Happart war seit 1647 mit Maria Hoochkamer verheiratet. Da diese im Mai 1654 ein zweites Mal heiratete, wird vermutet, dass Happart um 1653 starb.

## Das Wörterbuch des Favorlang-Dialekts
Happart verfasste während seiner Zeit auf Taiwan ein Wörterbuch des Niederländischen und der Ureinwohnersprache der Gegend von Favorlang (heute: Huwei im westlichen Zentraltaiwan). Das Manuskript mit dem Titel Woorden boek der Favorlangsche taal ist auf das Jahr 1650 datiert und wurde in den Archiven des Kirchenrats von Batavia aufbewahrt, wo es 1840 von Walter Henry Medhurst ins Englische übersetzt und veröffentlicht wurde. 
Der Favorlang-Dialekt, wie alle Formosa-Sprachen eine austronesische Sprache, ist ausgestorben. Die mit ihm eng verwandte Sprache der Babuza starb im 20. Jahrhundert ebenfalls aus, jedoch werden seit Beginn des 21. Jahrhunderts Versuche unternommen, sie zu rekonstruieren und wiederzubeleben, wofür Happarts Wörterbuch eine wichtige Quelle ist.

## Werke
- Dictionary of the Favorlang dialect of the Formosan language, translated by W.H. Medhurst, Batavia, Parapattan 1840 (Titel des Originalmanuskripts: Woorden boek der Favorlangsche taal, 1650)